# 김영일의 죽음
《김영일의 죽음》은 3막 4장으로 구성된 포석(抱石) 조명희(趙明熙)의 작품이다. 1920년에 썼다. 1921년 동우회(同友會：도쿄에 유학중인 고학생과 노동자들의 모임) 순회극단 공연. 주연 유춘섭(柳春燮), 허일(許一), 마해송(馬海松). 1923년 출간.  1920년대의 신극운동(新劇運動)이 근대극으로서의 과도기를 지나고 있을 때 '동우회' 극단의 참신한 연극은 매우 중요한 의의를 가지며, 그들의 레퍼토리 가운데 가장 많은 공명을 받았던 작품이 <김영일의 죽음>이었다. 한국인의 가난과 부(富)의 불공평을 비판하면서 사회주의 사상을 고취하는 한편, 박애정신을 호소하고 있다.  도쿄의 고학생 김영일은 니체의 초인의 얼굴을 가진 열렬한 기독교신자이다. 그에게는 엿장수인 고학생 학우 두 사람이 있었는데, 김영일의 모친이 위급하다는 소식을 듣고 그에게 권유, 모 회사 중역인 부유한 한국인 학생에게 가서 귀국 여비를 사정하도록 한다. 그러나 거절당하자 격분한 나머지 싸움이 벌어지고 그들은 출동한 형사에게 체포되어 유치장 신세를 진다. 때는 마침 겨울이라 쇠약한 김영일은 폐렴에 걸려 석방된 뒤 하숙방에서 병사한다. 그는 죽으면서 친구들에게 위대하고 진실한 '나'라는 것을 존중하고, 그리고 사람은 다같이 운명에 학대받는 불쌍한 존재이니 서로 사랑하라고 당부한다.